# Goliath Management
 (mars 2016).
Si vous disposez d'ouvrages ou d'articles de référence ou si vous connaissez des sites web de qualité traitant du thème abordé ici, merci de compléter l'article en donnant les références utiles à sa vérifiabilité et en les liant à la section « Notes et références ».
Goliath Artists est une société qui gère les artistes essentiellement hip-hop. Elle est surtout connue pour être la société de management du rappeur Eminem. Elle est gérée par Shady Records dont le président/cofondateur et producteur exécutif est Paul Rosenberg.

## Artistes
- Eminem
- Xzibit
- Cypress Hill
- D12
- B-Real
- Blink-182
- The Knux
- Three 6 Mafia
- The Alchemist
- Action Bronson
- Danny Brown
- Spark Master Tape